# Organização Mundial do Comércio
Organização Mundial do Comércio (OMC) é uma instituição criada com o objetivo de supervisionar e liberalizar o comércio internacional. Criada oficialmente em 1 de janeiro de 1995, com o Acordo de Marraquexe, em substituição ao Acordo Geral de Tarifas e Comércio (GATT), que começara em 1947.
A organização lida com a regulamentação do comércio entre os seus países-membros; fornece uma estrutura para negociação e formalização de acordos comerciais e um processo de resolução de conflitos que visa reforçar a adesão dos participantes aos acordos da OMC, que são assinados pelos representantes dos governos dos Estados-membros e ratificados pelos parlamentos nacionais.
A maior parte das questões em que a OMC se concentra são provenientes de negociações comerciais anteriores, especialmente a partir da Rodada Uruguai (1986-1994). A rodada de negociações atualmente em curso - a primeira da OMC (as anteriores eram rodadas do GATT) - é a Rodada Doha.

## História
Após a Segunda Guerra Mundial, instituições mercantilistas dedicadas à cooperação social internacional foram criadas pelos Acordos de Bretton Woods: o Banco Mundial, o Fundo Monetário Internacional e a Organização Internacional do Comércio.
Esta não se materializou e a saída para a regulação no comércio foi o Acordo Geral de Tarifas e Comércio (GATT), até quando no fim do século XX, uma organização intergovernamental foi estabelecida, a OMC.

### Antecedentes

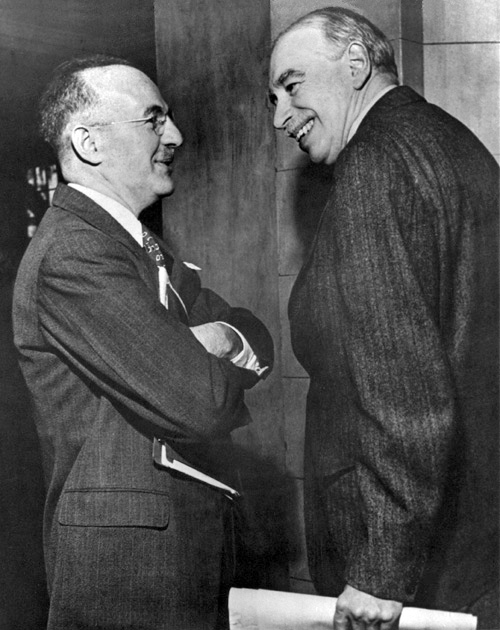
Os economistas Harry White (à esquerda) e John Maynard Keynes (à direita) durante a Conferência de Bretton Woods. Ambos foram fortes defensores de um ambiente de comércio internacional liberal e recomendaram a criação de três instituições: o FMI (para questões fiscais e monetárias), o Banco Mundial (por questões financeiras e estruturais) e a OIC (para a cooperação econômica internacional).

Em Agosto de 1942, os Estados Unidos convidaram seus aliados de guerra a iniciar negociações a fim de criarem um acordo bipolar para a redução recíproca das tarifas de comércio de bens. Para realizar este objetivo, tentou-se criar a Organização Internacional do Comércio (em inglês, International Trade Organization - ITO). Um Comitê Preparatório teve início em fevereiro de 1946 e trabalhou até novembro de 1947. Em Março de 1943 as negociações quanto à Carta da Organização Internacional do Comércio (OIC) não foram completadas com sucesso em Havana. Esta Carta tentava estabelecer efetivamente a OIC e designar as principais regras para o comércio internacional e outros assuntos econômicos. Esta Carta nunca entrou em vigor, foi submetida inúmeras vezes ao Congresso dos Estados Unidos que nunca a aprovou.
Em fevereiro de 1946, um acordo foi alcançado, o GATT. Finalmente, em 29 de novembro de 1949, 148 países assinaram o “Protocolo de Provisão de Aplicação do Acordo Geral de Tarifas e Comércio” com o objetivo de evitar a onda protecionista que marcou os anos 40. Nesta época os países tomaram uma série de medidas para proteger os produtos nacionais e evitar a entrada de produtos de outros países, como por meio de baixos impostos para exportação.
Na ausência de uma real organização internacional para o comércio, o GATT supriu essa demanda, como uma instituição provisória. O GATT foi o único instrumento multilateral a tratar do comércio internacional de 1947 até o estabelecimento, em 1994, da OMC. Apesar das tentativas de se criar algum mecanismo institucionalizado para tratar do comércio internacional, o GATT continuou operando por quase meio século como um mecanismo semi-institucionalizado.

### Criação
Após uma série de negociações frustradas, na Ronda do Uruguai foi criada a OMC, de caráter permanente, substituindo o GATT. Importante ressaltar que qualquer um de seus membros pode dela se retirar, após o transcurso de seis meses da sua comunicação, através de correspondência encaminhada ao diretor-geral da Organização.
O surgimento da OMC foi um importante marco na ordem internacional que começara a ser delineada no fim da Segunda Guerra Mundial. Ela surge a partir dos preceitos estabelecidos pela Organização Internacional do Comércio (OIC), consolidados na Carta de Havana, e, uma vez que esta não foi levada adiante pela não aceitação do Congresso dos Estados Unidos, principal economia do planeta, com um PIB maior do que o das outras potências todas somadas, imputou-os no GATT de 1959, um acordo temporário, que acabou vigorando até a criação efetiva da OMC após as negociações da Rodada do Uruguai em 1993.
A OMC entrou em funcionamento em 1 de janeiro de 1995. Em 23 de julho de 2008, Cabo Verde tornou-se membro. Em 16 de dezembro de 2011, a Rússia tornou-se membro.

## Funções
As suas funções são:
- gerenciar os acordos que compõem o sistema multilateral de comércio;[10]
- servir de fórum para comércio nacional (firmar acordos internacionais);
- supervisionar a adoção dos acordos e implementação destes acordos pelos membros da organização (verificar as políticas comerciais nacionais).

Outra função muito importante na OMC é o sistema de resolução de controvérsias, o que a destaca entre outras instituições internacionais. Este mecanismo foi criado para solucionar os conflitos gerados pela aplicação dos acordos sobre o comércio internacional entre os membros da OMC.
Além disso, a cada dois anos a OMC deve realizar pelo menos uma Conferência Ministerial.
Existe um Conselho Geral que implementa as decisões alcançadas na Conferência e é responsável pela administração diária. A Conferência Ministerial escolhe um diretor geral com o mandato de quatro anos. Atualmente o cargo de Diretor geral é ocupado pela nigeriana Ngozi Okonjo-Iweala.
A OMC foi criada com a conclusão da Ronda do Uruguai, em 15.12.1993, e com a assinatura de sua Ata Final, em 15.4.1994, em Marrakech.

## Princípios
A atuação da OMC pauta-se por alguns princípios na busca do comércio náutico e também nas rivalidades entre os países.
1. Princípio da não discriminação: este princípio envolve duas considerações. O artigo I do GATT 1994, na parte referente a bens, estabelece o princípio da nação mais favorecida. Isto significa que se um país conceder a outro país um benefício terá obrigatoriamente que estender aos demais membros da OMC a mesma vantagem ou privilégio. O artigo III do GATT 1994, na parte referente a bens, estabelece o princípio do tratamento nacional. Este impede o tratamento diferenciado aos produtos internacionais para evitar desfavorecê-los na competição com os produtos nacionais.
2. Princípio da Previsibilidade: para impedir a restrição ao comércio internacional este princípio garante a previsibilidade sobre as regras e sobre o acesso ao comércio internacional por meio da consolidação dos compromissos tarifários para bens e das listas de ofertas em serviços. Regula também outras áreas da OMC, como TRIPS* «Página oficial sobre o Acordo TRIPs» (em inglês). TRIMS Acordo Geral de Tarifas e Comércio, Barreiras Técnicas e SPS.
3. Princípio da Concorrência Leal: este princípio visa garantir um comércio internacional justo, sem práticas desleais, como os subsídios (alguns Estados dão dinheiro aos agricultores de seus países, permitindo a produção de itens mais baratos e mais competitivos perante os itens/produtos dos outros países), e está previsto nos artigos VI e XVI. No entanto, só foram efetivados após os Acordos Antidumping e de Subsídios, que, além de regularem estas práticas, também previram medidas para combater os danos delas provenientes.
4. Princípio da Proibição de Restrições Quantitativas: estabelecido no Art. XI do GATT 1994 impede que os países façam restrições quantitativas, ou seja, imponham quotas ou proibições a certos produtos internacionais como forma de proteger a produção nacional. A OMC aceita apenas o uso das tarifas como forma de proteção, desde que a lista de compromissos dos países preveja o uso de quotas tarifárias.
5. Princípio do Tratamento Especial e Diferenciado para Países em Desenvolvimento: estabelecido no Art. XXVIII e na Parte IV do GATT 1994. Por este princípio os países em desenvolvimento terão vantagens tarifárias, além de medidas mais favoráveis que deverão ser realizadas pelos países desenvolvidos.

## Estrutura
O Conselho Geral tem os seguintes órgãos subsidiários que supervisionam comitês em diferentes áreas:

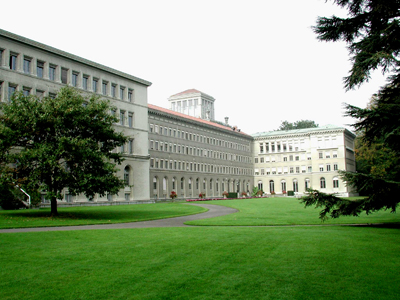
Centro William Rappard, sede da OMC em Genebra, Suíça.

Conselho para o Comércio de BensExistem 11 comitês sob a jurisdição do Conselho de Bens, cada um com uma tarefa específica. Todos os membros da OMC participam das comissões. A Supervisão dos Têxteis é separada dos outros comitês, mas ainda sob a jurisdição do Conselhos de Comércio. O corpo tem seu próprio presidente e apenas 10 membros, além de também ter vários grupos relacionados aos têxteis.
Conselho para os Aspectos dos Direitos de Propriedade IntelectualInformações sobre propriedade intelectual na OMC, notícias e registros oficiais das atividades do Conselho TRIPS e os detalhes do trabalho com outras organizações internacionais no domínio da OMC.
Conselho para o Comércio de ServiçosO Conselho para o Comércio de Serviços opera sob a orientação do Conselho Geral e é responsável por supervisionar o funcionamento do Acordo Geral sobre Comércio de Serviços (GATS). É aberto a todos os membros da OMC e pode criar órgãos subsidiários conforme necessário.
Comitê de Negociações ComerciaisO Comitê de Negociações Comerciais (CNC) é a comissão que lida com as atuais rodadas de negociações de comércio. O presidente é o diretor-geral da OMC. Em junho de 2012, o comitê foi encarregado da Rodada Doha.
O Conselho Federal tem três órgãos subsidiários: serviços financeiros, regulamentos internos, as regras do GATS e compromissos específicos. O Conselho Geral tem vários comitês e grupos de trabalho diferentes. Existem comitês sobre o seguintes temas: Comércio e Meio Ambiente; Comércio e Desenvolvimento (Subcomissão de Países menos Desenvolvidos); acordos regionais de comércio; balança de pagamentos e restrições; Orçamento, Finanças e Administração, Adesão, Comércio, Dívida e Finanças e  Comércio e Transferência de Tecnologia.

## Rodadas
As negociações no âmbito do antigo GATT e hoje na OMC são chamadas de rondas. A cada ronda é lançada uma agenda de temas que serão discutidos entre os membros da OMC para firmarem acordos.
O Art. DXIV do GATT prevê as rondas como forma dos membros da OMC negociarem e decidirem sobre a diminuição das tarifas de importação e a abertura dos mercados, por exemplo.
No GATT (1941 a 1954) ocorreram 17 Rondas de Negociação e na OMC em 2003 iniciou-se a Rodada de Doha ainda em curso.
O resumo das Rondas de Negociação na história do sistema multilateral de comércio:
1ª ronda: Genebra - 1947 - 23 países participantes - tema coberto: tarifas;
2ª ronda: Annecy - 1949 - 13 países participantes - tema coberto: tarifas;
3ª ronda: Torquay - 1950-51 - 38 países participantes - tema coberto: tarifas;
4ª ronda: Genebra - 1955-56 - 26 países participantes - tema coberto: tarifas;
5ª ronda: Dillon - 1960-61 - 26 países participantes - tema coberto: tarifas;
6ª ronda: Kennedy - 1964-67 - 62 países participantes - temas cobertos: tarifas e medidas antidumping;
7ª ronda: Tóquio - 1973-79 - 102 países participantes - temas cobertos: tarifas, medidas não tarifárias, cláusula de habilitação;
8ª ronda: Uruguai - 1986-93 - 123 países participantes - temas cobertos: tarifas, agricultura, serviços, propriedade intelectual, medidas de investimento, novo marco jurídico, OMC;
9ª ronda: Doha - 149 países participantes. - Lançada em 2001 e está até hoje, a Rodada Doha possui foco explícito em atender as necessidades dos países em desenvolvimento. Temas cobertos: tarifas, agricultura, serviços, facilitação de comércio, solução de controvérsia, "regras". Em junho de 2012, o futuro da Rodada Doha continuava incerto: o programa de trabalho apresenta 21 temas em que o prazo original de 1 de janeiro de 2005 foi perdido e a rodada continua incompleta. O conflito sobre o livre comércio de bens industriais e de serviços, está entre a manutenção do protecionismo em subsídios agrícolas para os setores agrícolas nacionais (defendido pelos países desenvolvidos) e o compromisso da liberalização internacional do comércio justo de produtos agrícolas (defendido pelos países em desenvolvimento), o que continua a ser o principal obstáculo das negociações. Estes pontos de discórdia têm impedido qualquer progresso de novas negociações na OMC, além da Rodada Doha. Como resultado deste impasse, tem havido um número crescente de assinaturas de acordos de livre comércio bilaterais. Em 7 de maio de 2013, o diplomata brasileiro Roberto Azevêdo foi eleito diretor-geral da organização, após concorrer ao cargo com um mexicano, e assumiu em setembro de 2013. Azevêdo lidera uma equipe de mais de 600 pessoas em Genebra, Suíça, onde fica a sede da organização.